# Höganäs (comune)
Höganäs è un comune svedese di 24 589 abitanti, situato nella contea di Scania. Il suo capoluogo è la cittadina omonima.

## Località
Nel territorio comunale sono comprese le seguenti aree urbane (tätort):
| # | Località    | Popolazione |
| - | ----------- | ----------- |
| 1 | Höganäs     | 13 370      |
| 2 | Viken       | 3 753       |
| 3 | Nyhamnsläge | 1 800       |
| 4 | Jonstorp    | 1 771       |
| 5 | Mölle       | 725         |
| 6 | Arild       | 537         |
| 7 | Mjöhult     | 264         |
| 8 | Ingelsträde | 238         |

## Amministrazione

### Gemellaggi
- Herlev
- Nesodden
- Lieto
- Saltjarnes